# Korn (glasbeni album)
Korn je debitantski album glasbene skupine Korn, izdan 11. oktobra 1994 pri založbah Immortal/Epic Records.
Korn naj bi bil najzaslužnejši za razširitev glasbene zvrsti nu metal. Medtem ko je bil album Follow the Leader komercialno njihov najuspešnješi album, pa se je Korn izkazal za najbolj vplivnega, vplivajoč na bodoče nu metal skupine, kot je Limp Bizkit, in celo že ustaljene skupine, kot sta Sepultura in Machine Head.
Glasbeno se na albumu mešata metal in hip hop, kitarista igrata kitarske zvoke v stilu »DJ-mixinga« (inspiracija je bil Tom Morello), ki prehajajo v težke neuglašene refrene. Čeprav so to elementi mnogih skupin, pa ostajajo taki, ki so značilni samo za Korn: bizarne kombinacije zlogov v pesmi »Ball Tounge« in uporaba škotskih dud v »Shoots and Ladders«, ki sestavljajo zelo preprosti otroški verzi.
Zaključna pesem albuma »Daddy« je zelo čustvena. Z začetnimi cerkvenimi vokali pevec Jonathan Davis prosi svojo mamo odpuščanja preden se pesem prav začne. Besedilo obravnava zlorabo otrok, kar nakazuje že naslovnica albuma, na kateri senca odraslega zlovešče prekinja otroško igro, ki naj bi bila bazirana na Davisovih izkušnjah. Pesem se konča z Davisonovim ihtenjem.
Leta 2001 ga je revija Q uvrstila med 50 »najtrših« albumov vseh časov.

## Seznam pesmi
1. »Blind« (Korn) - 4:19
2. »Ball Tongue« (Korn) - 4:29
3. »Need To« (Korn) - 4:01
4. »Clown« (Korn) - 4:37
5. »Divine« (Korn) - 2:51
6. »Faget« (Korn) - 5:49
7. »Shoots And Ladders« (Korn) - 5:22
8. »Predictable« (Korn) - 4:32
9. »Fake« (Korn) - 4:51
10. »Lies« (Korn) - 3:22
11. »Helmet In The Bush«(Korn) - 4:02
12. »Daddy« (Korn) - 17:31

## Glasbeni videospoti z albuma
- Blind
- Faget
- Clown
- Shoots and Ladders

## Uvrstitve na glasbenih lestvicah
```
1995  Korn        Heatseekers                 No. 1
1996  Korn        The Billboard 200           No. 72
```

## Zasedba
- Reginald »Fieldy« Arvizu - bas kitara
- Jonathan Davis - škotske dude, vokali
- Chuck Johnson - dodajanje glasbene spremljave
- Judith Kiener - vokali
- Ross Robinson - producent, dodajanje glasbene spremljave
- Eddy Schreyer - izpiljenje
- James »Munky« Shaffer - kitara
- David Silveria - bobni
- Stephen Stickler - fotografije
- Brian »Head« Welch - kitara, vokali